# Nikolics Károly
Nikolics Károly (Sopron, 1918. augusztus 10. – Sopron, 2000. szeptember 16.) gyógyszerész, gyógyszerkutató, gyógyszertechnológus szakgyógyszerész, a gyógyszerészeti tudományok kandidátusa, gyógyszerészeti tudományok akadémiai doktora, címzetes egyetemi tanár, a magyar gyógyszerésztársadalom, és a Magyar Gyógyszerésztudományi Társaság kimagasló egyénisége volt.

## Életútja
Gyógyszerész családban született. A Pázmány Péter Tudományegyetemen 1940-ben szerzett gyógyszerészi oklevelet, majd az egyetem Szerves- és Gyógyszerészi Kémiai intézet tanársegéde lett. Itt szerezte meg az egyetemi doktori címet 1943-ban. 
A háború idején egészségügyi katonai szolgálatra hívták be. 1944-ben kötött házasságot. Felesége Dr. Hartai Mária a vegyész diploma után gyógyszerész diplomát is szerzett. Három gyermekük született, Mária, Károly és Miklós. Közülük Mária választotta szülei hivatását. (Dr. Nikolics Mária, a Semmelweis Egyetem Gyógyszerészeti Intézetének, majd 2005-től az Egyetemi Gyógyszertár Gyógyszerügyi Szervezési Intézetének oktatója.)
Dr. Nikolcs Károly a háború után nem folytathatta munkáját a pesti egyetemen, mert édesapja megrendült egészségi állapota miatt át kellett vennie Sopronban a családi gyógyszertár, az Oroszlán patika vezetését. A háborús események jelentős károkat okoztak több soproni gyógyszertárban is, és a város lakosainak gyógyszer-ellátása komoly nehézségekbe ütközött. 1950-ben, a gyógyszertárak államosításakor, el kellett hagynia az Oroszlán patikát és a város másik patikájában, volt kénytelen folytatni gyógyszerészi munkáját. A gyógyszertárat Than Károlyról nevezte el, amely vezetése alatt rövidesen jelentős fejlődésnek indult. Évtizedekkel később így emlékezett vissza ezekre az időkre: „Tudnunk kell, hogy épp a mi hivatásunkban számos gyógyszerész családban a szakmai tapasztalat, a hivatásszeretet öröklődött. Ez nagy előnyt jelentett a szakterület általános fejlődése szempontjából is. 1950 után egy darabig ez éppen hátrány volt, mert a gyógyszerészek gyermekeit nem vették fel a pályára.”
Tele volt kezdeményező készséggel, hittel, szakmaszeretettel, és talán egy kis dac is volt benne, hogy megmutassa, ebben a nehéz helyzetben is van lehetőség a szakmai felemelkedésre. A kivezető utat gyógyszerészek megalapozott szakmai tudásában, a tudományos munkában, a fiatalok nevelésében, oktatásában látta: „Ahhoz, hogy a jövő gyógyszerész nemzedéke helyes nevelést, megfelelő szemléletet kapjon a gyógyszertárban, legfontosabb a személyes példamutatás. Lássa az ifjú a helyes kapcsolatot a gyógyszerész és a beteg közt, melyet segítőkészség irányít. Munkáját akkor végezheti kedvvel, eredményesen, ha annak mozgatórugója: a hivatásszeretet.” Sopronban hunyt el 2000. szeptember 16-án. Sírja a város Szent Mihály temetőjében van. 

## Munkássága
Hazai és külföldi intézetekkel való együttműködése révén a gyógyszer-analitika és a krisztallográfia gyógyszerészeti vonatkozásaival foglalkozott. Tudományos munkássága kiterjedt a gyógyszeralapanyag-kristályok tulajdonságaira, melyeket felhasznált az azonossági módszerek kidolgozásához és rámutatott ezeknek az adatoknak a gyógyszertechnológiai jelentőségére. Mikroanalitikai tárgyú értekezésével szerzett 1963-ban kandidátusi fokozatot. 1973-ban jelent meg a „Szerves vegyületek krisztallográfiai vizsgálata” című könyve. 
Gyógyszertárban dolgozó gyógyszerészként máig egyedülállóan készítette el és védte meg „A gyógyszerészeti tudomány doktora” értekezését, 1977-ben. 1974-ben címzetes egyetemi docens, 1978-ban címzetes egyetemi tanár lett. A Semmelweis Orvostudományi Egyetem Gyógyszerészeti Intézetének megüresedett tanszékvezetői állását 1970-ben pályázta meg, de a kor szellemének megfelelő „magasabb” – nem szakmai szempontok miatt –, jobbnak látta pályázatát visszavonni. Igazi katedrája a soproni gyógyszertár lett, amely tudományos tevékenysége mellett egyben országos hírű, elismert oktató központtá is vált. 
Szívesen tanította a fiatalokat, megerősítette bennük a szakma iránti szeretetet, elhivatottságot, szakmai igényességet. Dr. Nikolics Károly a soproni Than Károly Patika vezetője maradt kiterjedt tudományos és közéleti tevékenysége mellett is. 1985-ben vonult nyugdíjba. Hosszú és eredményes pályafutása alatt számos tudományos publikációja jelent meg: részben társszerzőként kilenc könyv, továbbképző kiadvány, és több mint 150 tudományos közlemény jelzi eredményes tudományos-oktatói munkásságát. Sopron városa és a család biztosította mindvégig azt a hátteret, amely szükséges volt ehhez a páratlan pályához. Nikolics Károly professzor úr emlékét a mai napig ápolják egykori tanítványai, kollégái, egyetemi intézetek, a gyógyszerészet szakmai szervezetei. Emléktábláját Sopron Fő terén 2004-ben avatták fel. 

## Közéleti pályafutása
Dr. Nikolics Károly szerteágazó tudományos, oktatási, közéleti tevékenységet végzett, ezért számos városi, országos és nemzetközi elismerésben részesült. 
Lokálpatriótaként, szülővárosában, Sopronban asszisztens és gyógyszerész-továbbképzést és szakképzést indított el. A városban több egyesületben és szövetségben is vezető tisztséget töltött be. Itt létesítették 1968-ban az ország első patika-múzeumát is. A várost kedvező adottságai alapján konferencia központtá szerette volna fejleszteni, ezért kezdeményezője a Soproni Gyógyszerész Napoknak, továbbá a városi és megyei Orvos – Gyógyszerész Napoknak. Sopron a Magyar Gyógyszerészeti Társaság több rendezvényének, konferenciájának adott helyet, a Társaság két szakosztálya is itt alakult meg. Aktívan vett részt tudományos és ismeretterjesztő társaságok (Műszaki és Természettudományi Egyesületek Szövetsége – MTESZ, Tudományos Ismeretterjesztő Társulat – TIT) munkájában.
Személyes nemzetközi kapcsolatai alapján, Dr. Bayer István professzorral tárgyalásokat kezdeményeztek Magyarország és a Nemzetközi Gyógyszerészeti Szövetség (International Pharmaceutical Federation, rövidítése: FIP) kapcsolatának helyreállítására, így hazánk 1966-tól ismét tagja lehetett a FlP-nek. Munkájának eredményeképpen a magyar gyógyszerészet számára nagy szakmai sikert és elismerést jelentett, hogy a FIP 1984-ben Budapesten tartotta kongresszusát. A kongresszus határozatban fogadta el a máig nagy jelentőségű “Budapesti Deklaráció”-t, amely kimondta: “ A gyógyszereket és gyógyászati termékeket ne tekintsék közönséges kereskedelmi árunak, azok ennél sokkal komplexebbek, az egészségügy fontos részét képezik.” Dr. Nikolics Károly professzor volt az első, akit munkásságának elismeréseként a FIP 1994. évi, Lisszabonban rendezett kongresszusán, a nemzetközi szervezet legmagasabb szakmai elismerésében, életműdíjban részesítettek. Négy külföldi társaság választotta tiszteletbeli tagjának. 
Nikolics Károly professzor úr emlékét a mai napig ápolják egykori tanítványai, kollégái, egyetemi intézetek, a gyógyszerészet szakmai szervezetei. 
Emléktábláját Sopron Fő terén 2004-ben avatták fel.
Élte során szakmai szervezetekben számos kiemelkedő tisztséget töltött be, mint:
- a Magyar Tudományos Akadémia Szerves és Gyógyszeranalitikai Munkabizottsága elnöke,
- a Magyar Tudományos Akadémia II. számú Kémiai Szakbizottságának tagja,
- az MTA – Eü. Min. Gyógyszerészeti és Gyógyszerkönyvi Bizottság tagja,
- a Magyar Tudományos Akadémia Gyógyszerésztudományi Bizottságának tagja,
- a Compendium Medicamentorum nemzetközi szabvány egyik szerkesztője 1968-1972 között,
- az MTA Kémiai Osztálya Gyógyszeranalitikai Bizottságának elnöke 1973-tól 1982 ig,
- a Tudományos Minősítő Bizottság szerves kémiai szakbizottságának 20 éven át szakértője
- a Formulae Normales VI. munkacsoport elnöke,
- a Gyógyszerészet szerkesztőbizottságának elnöke,
- az Acta Pharmaceutica Hungarica szerkesztőbizottsági tagja,
- a Gyógyszerészeti Tudomány Aktuális Kérdései sorozat szerkesztőbizottsági tagja,
- a Magyar Gyógyszerésztudományi Társaság elnöke (1982-1991).

## Fontosabb díjai, elismerései
- Munka Érdemérem (1954),
- Kiváló gyógyszerész (1959)
- Magyar Kémikusok Egyesülete Than Károly emlékérme (1961),
- MTA Akadémiai díja (1975),
- Munka Érdemrend arany fokozat (1985),
- A Magyar Köztársasági Érdemrend tisztikeresztje (1991),
- Batthyány-Strattmann díj (1992),
- Pro Urbe Sopron (1993),
- FIP Életműdíj (1994),
- Dr. Király Jenő Díj (1997),
- Sopron város díszpolgára (1999).

## Főbb publikációi
1. Nikolics Károly, Horváth Dénes: Gyógyszerészeti alapismeretek, in A gyógyszerésztechnikusok kézikönyve, Medicina kiadó, Budapest, 1960
2. Mikrokrisztalloszkópiás eljárás a gyógyszerelemzésben. Acta pharmaceutica Hungarica. 31. 5. p. 197-204., 1961
3. Oldószerek hatása kristályok szerkezetére. Acta Pharmaceutica Hungarica. 35.4. p. 152-157., 1965
4. Nikolics Károly, Horváth Dénes: Gyógyszerészeti alapismeretek, Medicina Egészségügyi Könyvkiadó, Budapest, 1966
5. Adatok szerves vegyületek kristályképződéséhez. Magyar kémikusok lapja. 21.2. p. 647-649., 1966
6. Nikolics Károly, Horváth Dénes, Jehn Antal.: A soproni múzeum gyógyszerészeti gyűjteménye, Megyei Múzeumi Szervezet, 1968
7. Szerves vegyületek krisztallográfiai vizsgálata, Akadémia kiadó, Budapest, 1973
8. Módszertani ajánlás a gyógyszertári hálózat egészségnevelési munkájához, Budapest, OENI, 1983
9. Nikolics Károly, Szepesi Gábor: A gyógyszerészeti tudomány aktuális kérdései 1. MGyT, Budapest, 1987
10. Soproni Patikamúzeum, 1968–1993. Sopron, MGyT kiadvány, 1993